# Elecciones a la Cámara de Representantes de los Estados Unidos de 2010 en Alabama
Las Elecciones a la Cámara de Representantes de los Estados Unidos en Alabama de 2010 fueron unas elecciones que se hicieron el 2 de noviembre de 2010 para escoger a los 7 Representantes por el estado de Alabama. De los 7 distritos congresionales en juego, 2 lo ganaron los Demócratas y 5 los Republicanos.